# Canebrake
Canebrake – obszar niemunicypalny w Kern County, w Kalifornii (Stany Zjednoczone), na wysokości 924 m.